# 八幡神

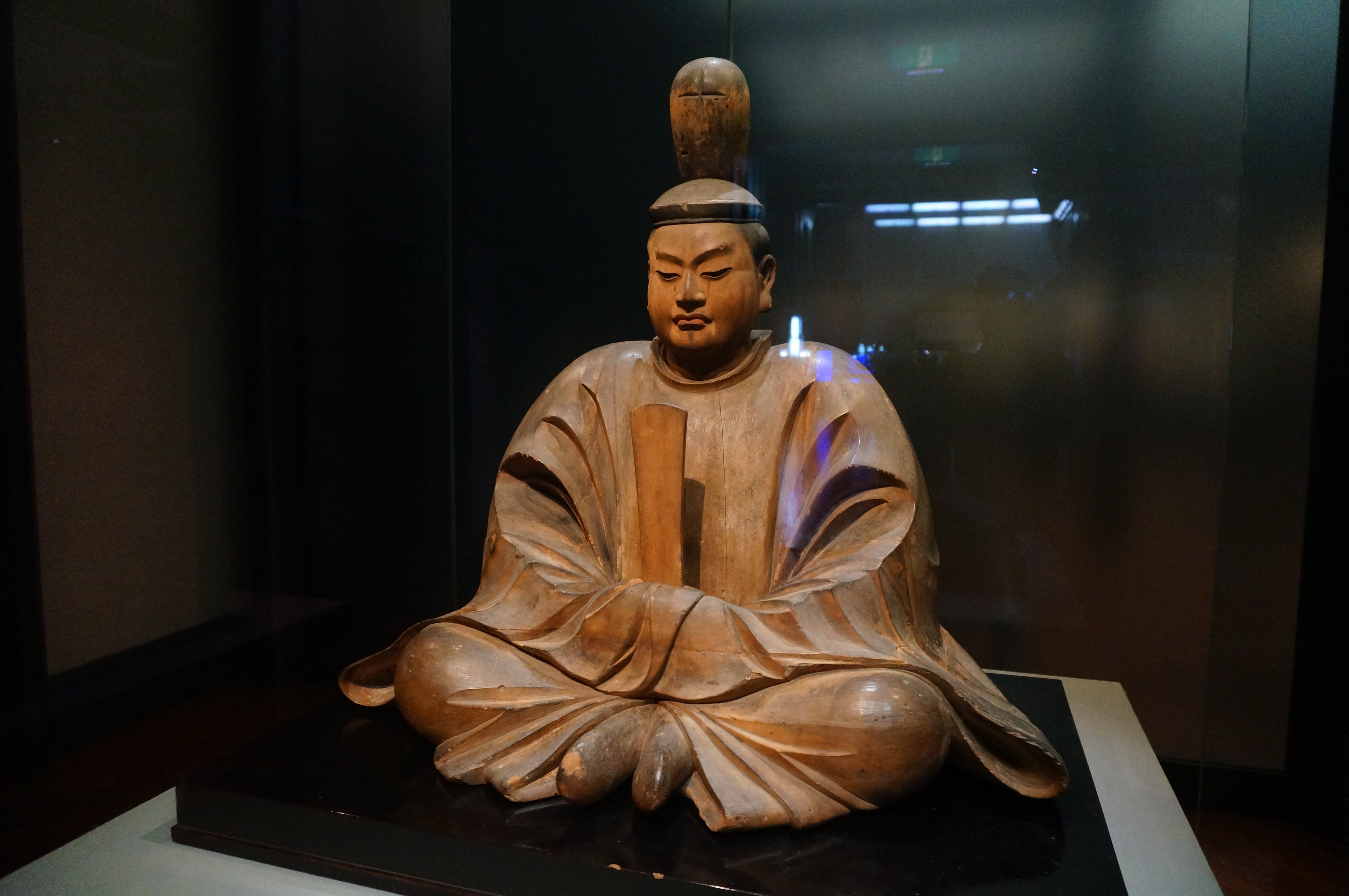
八幡神坐像、鎌倉時代、1326年、東京国立博物館蔵（赤穴八幡宮から貸与）重要文化財。

八幡神（やはたのかみ/はちまんしん、旧字体：八幡神󠄀）は、日本で信仰される神で、八幡宮の主祭神であり、清和源氏・桓武平氏等の全国の武家から武運の神（武神）「弓矢八幡」として崇敬を集めた。誉田別命（ほんだわけのみこと）とも呼ばれ、応神天皇と同一とされる。また早くから神仏習合がなり、八幡大菩薩（はちまんだいぼさつ）と称され、神社内に神宮寺が作られた。

## 概要
現在の神道では、八幡神は応神天皇（誉田別命）の神霊で、欽明天皇32年（571年）大神比義命(おおがのひぎのみこと)によって、宇佐の地に示顕したと伝わる。応神天皇（誉田別命）を主神として、比売神、応神天皇の母である神功皇后を合わせて八幡三神として祀っている。また、八幡三神のうち、比売神や、神功皇后に代えて仲哀天皇や、武内宿禰、玉依姫命を祀っている神社も多くあり、安産祈願の神という側面（宇美八幡宮など）もある。
比売神
一説には、天津神であるアマテラスとスサノオとの誓いで誕生した宗像三女神、すなわち多岐津姫命（たぎつひめのみこと）・市杵嶋姫命（いちきしまひめのみこと）・多紀理姫命（たぎりひめのみこと）の三柱が筑紫の宇佐嶋（宇佐の御許山）に天降られたという説がある。宗像三女神は宗像氏ら海人集団の祭る神であった。それが神功皇后の三韓征伐の成功により、宗像氏らの崇拝する宗像三女神は神として崇拝を受けたと考えられる。また、八幡神の顕われる以前の古い神、地主神であるともされている。比売神は八幡神の妃神、伯母神、あるいは母神としての玉依姫命（たまよりひめのみこと）や、応神天皇の皇后である仲津姫命とする説がある。『東大寺要録』や『住吉大社神代記』に八幡神を応神天皇とする記述が登場することから、奈良時代から平安時代にかけて応神天皇が八幡神と習合し始めたと推定される。比売神はヒミコでありアマテラスであるという異説やシラヤマヒメという異説も登場している。
神功皇后
応神天皇は母の胎内ですでに皇位に就く宿命にあったため「胎中天皇」とも称されたことから、皇后への信仰は母子神信仰に基づくと解釈されることもある。三韓征伐に協力した胸形氏らの崇拝する宗像三女神や住吉三神や天照大神など数多くの神を各地で祭った。神功皇后は三韓征伐の後に立ち寄った対馬に広幡乃八幡大神（息子の応神天皇）の名の由来である大きな軍旗である八つの旗を立てて神に奉じたと伝えられている。

### 皇祖神
八幡神は応神天皇の神霊とされたことから皇祖神としても位置づけられ、『承久記』には「日本国の帝位は伊勢天照太神・八幡大菩薩の御計ひ」と記されており、天照皇大神に次ぐ皇室の守護神とされていた。誉田八幡宮の創建と応神天皇とのつながりが古くから結び付けられ、皇室も宇佐神宮（宇佐八幡宮）や石清水八幡宮を伊勢神宮に次ぐ第二の宗廟として崇敬した。

### 神仏習合

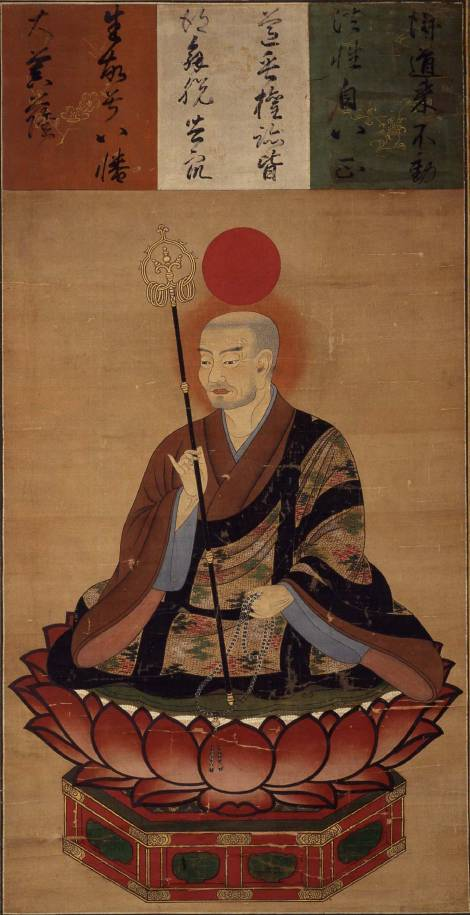
僧形八幡神

東大寺の大仏を建造中の天平勝宝元年（749年）、宇佐八幡の禰宜尼、大神朝臣杜女(おおがのあそんもりめ)らが、上京して八幡神が大仏建造に協力しようと託宣したと伝えたと記録にあり、早くから仏教と習合していたことがわかる。天応元年（781年）朝廷は宇佐八幡に鎮護国家・仏教守護の神として八幡大菩薩（はちまんだいぼさつ）の神号を贈った。これにより、全国の寺の鎮守神として八幡神が勧請されるようになり、八幡神が全国に広まることとなった。後に、本地垂迹においては阿弥陀如来が八幡神の本地仏とされた。一方、日蓮は阿弥陀如来説を否定し八幡大菩薩の本地を釈迦牟尼仏としている。
平安時代以降、清和源氏、桓武平氏等の武士の尊崇をあつめて全国に八幡神社が勧請されたが、本地垂迹思想が広まると、僧形で表されるようになり、これを「僧形八幡神（そうぎょうはちまんしん）」という。

## 歴史
奈良時代の平城京で編纂された『古事記』・『日本書紀』・『続日本紀』には八幡神を応神天皇とした記述はみられないため、八幡神の由来は応神天皇とは無関係で、『東大寺要録』や『住吉大社神代記』に八幡神を応神天皇とする記述が登場して、奈良時代から平安時代にかけて応神天皇を八幡神と習合し始めたという説がある。
他方、『八幡宇佐宮御託宣集』は、大神比義が誉田の天皇広幡八幡麿（応神天皇）の神託を受け、宇佐八幡宮の元の社を建立したとしている。筑紫島の糸島に2世紀に建立された千如寺には天竺の僧侶が渡来していたとされており、宇佐八幡宮では奈良時代に大神諸男により初めて神輿の儀式が行われるなど、八幡神が武運の神であるとすれば、多神教であるヒンドゥー教との共通点も存在する。
八幡神社の祭神は応神天皇だが、上述の八幡三神を構成する比売神、神功皇后のほか、玉依姫命や応神天皇の父である仲哀天皇とともに祀っている神社も多い。なお、後述のように平安時代の初期には聖武天皇の霊が没後に八幡神と結合したと信じられ、同天皇が生前に深く信仰した仏教の守護神とするために八幡大菩薩の号が生まれたとする説もある。
「八幡」の文字が初めて出てくるのは『続日本紀』であり、その記述は天平9年（737年）の部分にみられる。読み方は天平勝宝元年（749年）の部分にある宣命の「広幡乃八幡（ヤハタ）大神」のように「ヤハタ」と読み、『日本霊異記』の「矢幡（ヤハタ）神」や『源氏物語』第22帖玉鬘の「ヤハタの宮」のように「八幡」は訓読であったが、のちに神仏習合して仏者の読み「ハチマン」、音読に転化したと考えられる。
「幡（はた）」とは「神」の寄りつく「依り代（よりしろ）」としての「旗（はた）」を意味する言葉とみられる。八幡（やはた）は八つ（「数多く」を意味する）の旗を意味し、神功皇后は三韓征伐（新羅出征）の往復路で対馬に寄った際には祭壇に八つの旗を祀り、また応神天皇が降誕した際に家屋の上に八つの旗がひらめいたとされる。
また、日本の呼称（雅称）のひとつは八島・八洲（やしま）（大八洲国、略して大八洲）である。『古事記』では、対馬・九州・本州・四国・淡路・壱岐・隠岐・佐渡の八つの島を指す。
八幡神は宇佐神宮に祀られていたが、数々の奇瑞を現して大和朝廷の守護神とされた。歴史的には、託宣をよくする神としても知られる。
748年（天平20）9月1日、八幡神は出自に関して「古へ吾れは震旦国（中国）の霊神なりしが、今は日域（日本国）鎮守の大神なり」（『八幡宇佐宮御託宣集』巻二、巻六）と託宣している。しかし、「逸文」『豊前国風土記』に、「昔、新羅国の神、自ら度り到来して、此の河原〔香春〕に住むり」とある。

### 隼人出兵
養老4年（720年）、隼人の乱が勃発し、朝廷はこれを鎮圧しようとして宇佐八幡に神託を仰いだ。すると八幡神は、「我（われ）征（ゆ）きて降（くだ）し伏（おろ）すべし」と自ら征討に赴いたという。なお、この際多数の隼人を殺したことから放生会を催すようになったという。

### 藤原広嗣の乱
天平12年（740年）、藤原広嗣が大宰府で反乱を起こす（藤原広嗣の乱）、大将軍大野東人が宇佐八幡に戦勝を祈願している。反乱鎮圧を受けて、翌13年（741年）には法華経や金字最勝王経などを奉納し、三重塔を建立している。その後、天平17年（745年）に聖武天皇が病に倒れ、広嗣の怨霊との関係が噂されると、大野東人と共に鎮圧にあたった阿倍虫麻呂が宇佐八幡に派遣され、天皇の病気回復と広嗣の怨霊鎮撫を願っている。

### 東大寺大仏建立
天平勝宝元年（749年）聖武天皇が国家のシンボルとして奈良の大仏を建設するとき、宇佐八幡神は天皇と同じ金銅の鳳凰をつけた輿に乗って入京し、これを助けた。

### 宇佐八幡宮神託事件
神護景雲3年（769年）、天皇の位を狙っていた道鏡は、称徳天皇によって道鏡を次の皇位継承者に指名させようとして、「道鏡を皇位に付ければ天下は太平になる」旨の託宣が宇佐神宮からあったと宣言した。しかし、朝廷は和気清麻呂を宇佐神宮に遣わし、神意を確認したところ、「無道の者掃除（そうじょ）すべし」との託宣が下り、和気清麻呂は宇佐八幡の託宣を受けて道鏡の目的は達成されなかった（宇佐八幡宮神託事件）。
ただし、この事件については称徳天皇が自らの意思で道鏡を後継者にするために起こした事件（道鏡に皇位簒奪の意思を認めない）とする解釈もある。

### 八幡大菩薩の誕生
前述の大神杜女の事件と宇佐八幡宮神託事件は全く別の事件ではなく、当時の仏教政策を巡って朝廷内には民衆への布教を重視する路線と国家の鎮護を優先する路線の対立があり、聖武天皇や孝謙天皇（称徳天皇）、そして宇佐八幡宮の宮司も前者の側に立って仏教の守護神として八幡宮を位置づけていった結果、八幡神自体が政治的な抗争に巻き込まれてしまったとする見方がある。
その中で称徳天皇が死去してその異母妹である井上内親王を妻とする光仁天皇が即位するが、間もなく井上内親王は廃位されて謎の死を遂げたために聖武天皇の血統は絶えた。その後、別の妃の子である山部親王（後の桓武天皇）が皇太子となるが天災が相次いだ。朝廷では称徳天皇や井上内親王、そして彼女達の父である聖武天皇の祟りと恐れた。そんな中で、宝亀8年5月19日（聖武天皇の葬儀から29周年にあたる日）に八幡神が「出家」し（『八幡宇佐宮御託宣集』および『石清水八幡宮并極楽寺縁起之事』奥書）、天応元年（781年）に「八幡大菩薩」の号が贈られた。これは、当時の朝廷が聖武天皇が没後に八幡神と結合したと考え、八幡神に菩薩号を与えて聖武天皇が深く信仰した仏教の守護神とすることでその祟りを防ごうとしたと考えられる。

### 武家の守護神
清和源氏、桓武平氏を始めとする武家に広く信仰された。
『吾妻鏡』「文治五年の条」には、源頼朝が9月21日に胆沢の鎮守府にある鎮守府八幡宮への参詣の様子が記されており、この八幡宮が坂上田村麻呂によって蝦夷征討の際に勧進され、弓箭や鞭などが納められ今も宝蔵にあるなど由来を記している。八幡神を崇敬していた鎌倉方が、平安京の南西に石清水八幡宮が勧進されるより以前に、田村麻呂によって陸奥に八幡神が勧進されていたことに驚いて『吾妻鏡』に記述した。
清和源氏は八幡神を氏神として崇敬し、日本全国各地に勧請した。源頼義は、河内国壷井（大阪府羽曳野市壷井）に勧請して壺井八幡宮を河内源氏の氏神とした。また、その子の源義家は石清水八幡宮で元服し自らを「八幡太郎義家」を名乗った。
平将門は『将門記』では天慶2年（939年）に上野（こうずけ）の国庁で八幡大菩薩によって「新皇」の地位を保証されたとされている。このように八幡神は武家を王朝的秩序から解放し、天照大神とは異なる世界を創る大きな役割があったとされ、そのことが、武家が守護神として八幡神を奉ずる理由であった。

### 承平天慶の乱
天慶2年（939年）の藤原純友・平将門の乱（承平天慶の乱）では調伏が石清水八幡宮で祈願され、平定後に国家鎮護の神としての崇敬が高まった。そのため、石清水八幡宮への天皇・上皇の行幸・御幸は、円融天皇以来240回にも及んだ。

### 鎌倉時代以降
治承4年（1180年）、平家追討のため挙兵した源頼朝が富士川の戦いを前に現在の静岡県黄瀬川八幡付近に本営を造営した際、奥州からはるばる馳せ参じた源義経と感激の対面を果たす。静岡県駿東郡清水町にある黄瀬川八幡神社には、頼朝と義経が対面し平家追討を誓い合ったとされる対面石が置かれている。源頼朝の奥州合戦では「伊勢大神宮」「八幡大菩薩」の神号の意匠が入った錦の御旗が用いられた。
源頼朝が鎌倉幕府を開くと、八幡神を鎌倉へ迎えて鶴岡八幡宮とし、御家人たちも武家の守護神として自分の領内に勧請した。それ以降も、武神として多くの武将が崇敬した。また室町幕府が樹立されると、足利将軍家は足利公方家ともども源氏復興の主旨から、歴代の武家政権のなかでも最も熱心に八幡信仰を押し進めた。
沖縄県の琉球国では、第一尚氏王統の尚徳王が、喜界島の征服に当って八幡大菩薩の神威に頼ったことが知られ、「八幡按司」の称号がある。その後継の第二尚氏王統でも、八幡神由来の巴紋が尚氏の家紋として使用された。

### 桃山時代
豊臣秀吉は死後に自己を「新八幡」として祀り、奈良東大寺大仏殿の鎮守である手向山八幡宮に倣い、国家鎮護のために建設した京都方広寺大仏殿（京の大仏）の鎮守として八幡宮を建設することを遺言したという。秀吉の死後、「新八幡」ではなく後陽成天皇の神号下賜により「豊国大明神」として豊国神社に祀られた。

### 明治以降
明治元年（1868年）神仏分離令によって、全国の八幡宮は神社へと改組されたのに伴って、神宮寺は廃され、本地仏や僧形八幡神の像は撤去された。また仏教的神号の八幡大菩薩（はちまんだいぼさつ）は明治政府によって禁止された。宇佐八幡宮や石清水八幡宮の放生会は、それぞれ仲秋祭、石清水祭へと改めさせられた。鶴岡八幡宮は現在でも6月に蛍放生祭、平成16年（2004年）からは加えて9月に鈴虫放生祭と年2回実施している。
しかし神仏分離後も八幡大菩薩の神号は根強く残り、第二次世界大戦末期の陸海軍の航空基地には「南無八幡大菩薩」の大幟が掲げられたり、「八幡空襲部隊（八幡部隊）」を名乗った部隊もあった。また、航空機搭乗員（特に特攻隊員）の信仰も集めた。1944年に製作された、航空機搭乗員を描いた映画「雷撃隊出動」の中でも、出撃の際に八幡大菩薩の旗を振るシーンが見られる。
平成4年（1992年）、東寺（教王護国寺）（京都市南区）は、明治元年（1868年）に焼亡していた境内摂社の鎮守八幡宮を124年ぶりに再建、本尊は「空海が自ら彫ったと伝えられ」る「僧形八幡神」である。
石清水八幡宮宮司、全国八幡宮連合総本部長、神社本庁の総長（=代表役員）である田中恆清は神仏習合の復活に積極的にとりくみ、平成17年(2006年)には、発起人の1人として「明治維新以前の神仏同座、神仏和合の精神の復活を目指」す「神仏霊場会」の立ち上げに関与、後には同会の「会長」に就任、会長として「神仏和合」が「わが国本来の信仰の姿」だと語っている。
現在、いくつかの八幡宮では、希望する参拝者に「八幡大菩薩」の墨書きのご朱印を授与している。

## 全国の八幡宮・八幡神社
八幡神を祀る神社は八幡宮（八幡神社・八幡社・八幡さま・若宮神社）と呼ばれ、その数は1万社とも2万社とも言われ、稲荷神社に次いで全国2位である。一方、岡田荘司らによれば、祭神で全国の神社を分類すれば、八幡信仰に分類される神社は、全国1位（7817社）であるという。

### 総本社

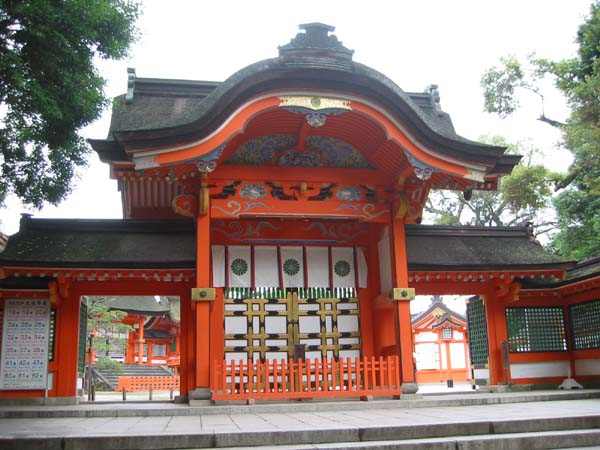
宇佐神宮

八幡神社の総本社は大分県宇佐市の宇佐神宮（宇佐八幡宮）である。農耕神あるいは海の神とされるが、柳田國男は鍛冶の神ではないかと考察している。欽明天皇の時代（539年 - 571年）に大神比義命(おおがのひぎのみこと)によって祀られたと伝えられる。
宇佐八幡宮の社伝『八幡宇佐宮御託宣集』などでは、欽明天皇32年（571年）1月1日に「誉田天皇広幡八幡麿」（誉田天皇は応神天皇の国風諡号）と称して八幡神が表れたとしており、ここから八幡神は応神天皇であるということになっている。
また今の福岡県の飯塚市大分（だいぶ、嘉穂郡旧筑穂町）にある大分宮（大分八幡宮）は宇佐神宮の本宮であり筥崎宮の元宮であると宇佐八幡宮の由緒書き「八幡宇佐宮御託宣集」に書かれてもいるというが、創建年が合わないので疑わしい。
宇佐八幡をはじめとした八幡宮と大神氏は、巴紋を神紋としている。

### 三大八幡
俗に三大八幡と呼ばれる神社は、以下の4社のうち「宇佐・石清水」に「筥崎・鶴岡」のいずれかを合わせた3社とされている。
- 宇佐神宮（大分県宇佐市） - 官幣大社、名神大社、勅祭社
- 石清水八幡宮（京都府八幡市） - 官幣大社、二十二社、勅祭社
- 筥崎宮（福岡県福岡市東区） - 官幣大社、名神大社
- 鶴岡八幡宮（神奈川県鎌倉市） - 国幣中社（鎌倉源氏の氏社である）

幕末から明治期の資料では、1868年（慶応4年）4月24日付け太政官達に示す八幡宮の例示3社は「宇佐・石清水・筥崎」としているほか、社格でもその3社が官幣大社で並んでいる。（鶴岡は国幣中社）。一方、近年発行された書籍の中では、東京に近く有名な鶴岡八幡宮を採用し、「宇佐・石清水・鶴岡」が八幡神社の代表例とされることがある。

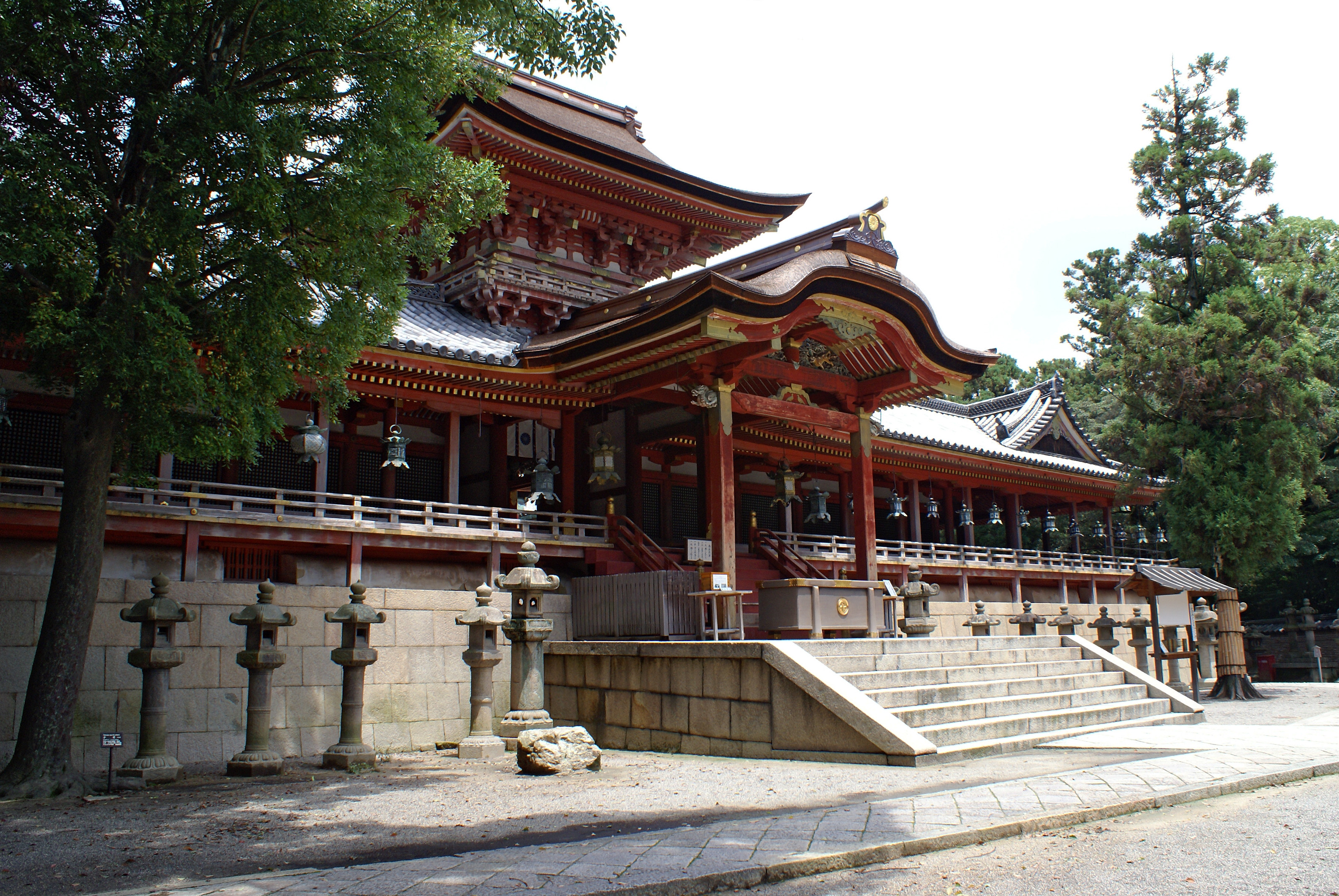
石清水八幡宮
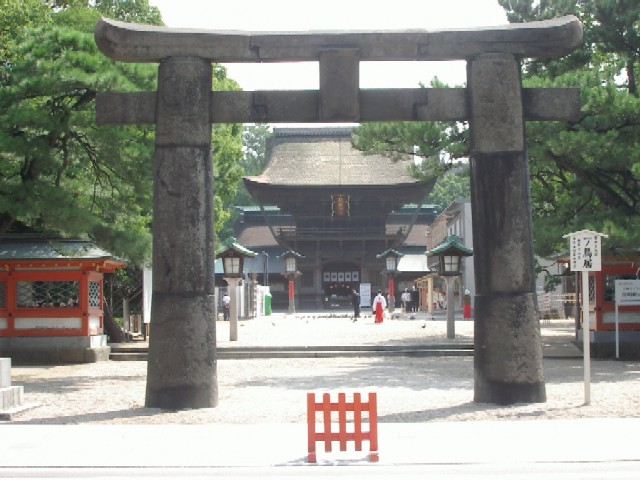
筥崎宮

その他の八幡宮・八幡神社については「八幡宮」および「Category:八幡宮」を参照のこと。